# Силва, Габриэл (футболист, 1991)
Габриэл Мойзе́с Антунес да Силва (порт.-браз. Gabriel Moisés Antunes da Silva; род. 13 мая 1991, Пирасикаба) — бразильский футболист, левый защитник клуба «Сент-Этьен».

## Карьера
Габриэл Силва начал карьеру в возрасте 15-ти лет в клубе «Риу-Клару». В 2008 году он перешёл в «Палмейрас», где последовательно прошёл команды в возрасте до 17-ти, до 18-ти, до 19-ти и до 20 лет. 28 января 2010 года Габриэл дебютировал в первой команде клуба, в матче против «Монти-Азул». За этот клуб футболист играл два сезона, проведя, в общей сложности, 46 матчей и забил 2 гола: первый 18 июля 2010 года в ворота «Аваи», а второй — 8 октября того же года в ворота того же «Аваи». В ноябре 2011 года Силва был куплен за 9,6 млн реалов итальянским клубом «Удинезе», но уже через два месяца защитник был передан в испанскую команду «Гранада» из-за лимита на игроков-не членов ЕС в клубе. Такая сделка стала возможна из-за того, что владельцем и «Удинезе», и «Гранады» был итальянский бизнесмен, Джампаоло Поццо. В начале 2012 года Габриэл Силва был арендован «Новарой». 19 февраля он дебютировал в составе клуба в матче с «Аталантой». А всего за клуб провёл лишь 3 игры.
Летом 2012 года Габриэл вновь оказался в «Удинезе». 28 октября он дебютировал в составе команды в матче с «Ромой». В первом сезоне в составе команды бразилец провёл только 19 матчей и забил 1 гол: он часто проигрывал место в основе Пабло Армеро. Но с уходом колумбийца в «Наполи», занял твёрдое место в стартовом составе «Удинезе». Летом 2014 года, после аренды в нескольких клубах, в состав клуба из Удине вернулся Армеро и вновь вытеснил Силву из основы команды. В результате чего, а также тяжелой травмы, полученной в начале сезона, в сезоне 2014/15 бразилец провёл на поле лишь 12 матчей. В 2015 году Габриэл был арендован клубом «Карпи», в котором дебютировал 16 августа в матче Кубка Италии с «Ливорно». В январе 2016 года защитник на правах аренды перешёл в «Дженоа». Дебютной игрой бразильца стал матч с «Ювентусом», в котором его команда проиграла 0:1. Летом 2016 года Габриэл Силва был арендован «Гранадой».
9 августа 2017 года за €2,5 млн перешёл во французский «Сент-Этьен», подписав трёхлетний контракт. За «стефануа» дебютировал 12 августа, выйдя на замену Ромену Амума в поединке 2-го тура Лиги 1 2017/18 с «Каном».

## Достижения
- Чемпион Южной Америки (до 20 лет): 2011
- Чемпион мира (до 20 лет): 2011